# Monty Sopp
Monty Kip Sopp (* 11. November 1963 in Orlando, Florida) ist ein US-amerikanischer Wrestler, der unter seinen Ringnamen „Bad Ass“ Billy Gunn und Mr. Ass hauptsächlich beim amerikanischen Marktführer WWE bekannt wurde. Derzeit steht er bei All Elite Wrestling (AEW) als Producer unter Vertrag.

## Karriere
Zunächst begann Sopp als professioneller Bullenreiter bei Rodeos. Ab 1989 wurde er nach entsprechendem Training Profiwrestler. 1993 konnte er einen Vertrag mit der damaligen World Wrestling Federation unterzeichnen und war hier fortan unter dem Namen Billy Gunn tätig. Zusammen mit seinem Storyline-Bruder Bart Gunn bildete er das Team The Smoking Gunns. Anfang 1995 durften sie erstmals die WWF Tag Team Championship gewinnen, ein zweites Mal im September des Jahres. Nach einer Verletzung von Sopp ließ man sie die Titel im Mai 1996 erneut gewinnen.
Nach dem dritten Titelverlust löste man das Team auf und man gab Sopp in Jesse James einen neuen Partner. Zusammen bildeten sie die New Age Outlaws. Im November durften auch sie die Tag Team Titel erhalten. Später wurden beide Mitglieder in die Gruppierung D-Generation X integriert. Im März 1999 durfte Sopp den WWF Hardcore Championship gewinnen und verließ kurz darauf die Gruppierung. Später gab es eine Reformation der New Age Outlaws, welche dann die Tag Team Titel zum mittlerweile vierten Mal halten durften.
Nachdem beide erneut der D-Generation X beigetreten waren, erhielten sie die Tag Team Title mittlerweile zum fünften Mal. Eine Verletzung bedeutete für Sopp schließlich eine vorläufige Pause. 2001 durfte er ein zweites Mal den Hardcore Title gewinnen, verlor ihn jedoch wenige Minuten später wieder. Zusammen mit Chuck Palumbo konnte Sopp zwei weitere seiner insgesamt zehn Erfolge als Tag Team Champion feiern.
Am 1. November 2004 wurde Sopp entlassen und ging im Februar 2005 zu Total Nonstop Action Wrestling. Unter dem Namen Kip James bildete er hier zusammen mit BG James die Voodoo Kin Mafia. Das Stable wurde als Gegenpart zur D-Generation X der WWE aufgebaut und parodierte diese regelmäßig. Die „One Million Dollar-Challenge“, bei der es darum ging, dass die VKM ein nicht abgesprochenes Match gegen die D-X haben wollte, beantwortete die D-X/WWE nicht.
Als Cute Kip ist er Partner der Beautiful People.
Am 23. Juli 2012 hatte er als Billy Gunn einen Gastauftritt mit der D-Generation X.
Am 26. Januar 2014 gewann er beim Royal Rumble mit The Road Dogg den WWE Tag Team Championtitel. Am 3. März 2014 verloren die New Age Outlaws jedoch bei Raw ein Titelmatch gegen The Usos (Jimmy & Jey) und mussten ihre Titel wieder abgeben. Bei Wrestlemania XXX am 6. April 2014 verletzte sich Gunn bei einer Double-Triple-Powerbomb durch The Shield (Dean Ambrose, Roman Reigns & Seth Rollins) und erlitt eine Hämoptyse, was ihn bis Januar 2015 außer Gefecht setzte.
Bei Wrestlemania XXXI vereinten sich Billy Gunn, The Road Dogg, Shawn Michaels und X-Pac zum bisher letzten Mal zur D-Generation X, um ihrem ehemaligen Mitstreiter und Freund Triple H in dessen Match gegen Sting beizustehen.
Am 13. November desselben Jahres suspendierte die WWE Sopp, nachdem dieser bei einer Powerlifting-Veranstaltung positiv auf den Testosteron-Spiegel erhöhende Substanzen getestet und auch für 4 Jahre von derartigen Wettbewerben ausgeschlossen worden war.
Seit Dezember 2015 ist Gunn in diversen Independent-Ligen wie der MCW (Maryland Championship Wrestling) oder der PCW (Preston City Wrestling) unterwegs.
Im Januar 2019 unterschrieb Gunn einen Vertrag bei der damals neuen Wrestling-Liga All Elite Wrestling. Dort tritt er seither als Producer und Wrestler auf.
Mit seinen Söhnen Austin und Colten bildete er das Tag Team The Gunn Club. Dieses bestand zeitweise auch aus dem Tag Team The Acclaimed.
Nachdem die Söhne ihren Vater bei der AEW Dynamite Ausgabe vom 17. August 2022 attackierten, verbündete sich Gunn mit The Acclaimed und ist seitdem mit diesen in einem Trio-Tag-Team.
Bei der AEW Collision Episode vom 22. Juli 2023 deutete Gunn nach einer Niederlage sein Karriereende an, als er im Ring seine Wrestling-Schuhe symbolisch für den Ruhestand auszog.

## Erfolge

### Titel
- WWE

- 1× WWF Intercontinental Champion
- 2× WWF Hardcore Champion
- 10× WWF/WWE World Tag-Team Champion (3× mit Bart Gunn, 5× mit The Road Dogg, 2× mit Chuck)

- Hall of Fame (Class of 2019 als Mitglied der D-Generation X)

- All Elite Wrestling

- 1× AEW World Trios Champion (aktuell, mit The Acclaimed [Anthony Bowens und Max Caster])

- Maryland Championship Wrestling

- 1× MCW Tag Team Champion (mit B.G. James)

- IWF (Florida)

- 2× IWF Tag Team Champion (mit Brett Colt, auch bekannt als Bart Gunn)

- World Pro Wrestling

- 1× WPW Heavyweight Champion

- American Pro Wrestling Alliance

- 1× APWA American Champion

- Bad Boys of Wrestling Federation

- 1× BBFW Aruba Champion

- TWA Powerhouse

- 1× TWA Tag Team Champion (mit B.G. James)

### Auszeichnungen
- World Wrestling Federation

- King of the Ring (1999)

- Pro Wrestling Illustrated

- Tag Team des Jahres (1998, mit Road Dogg)
- Tag Team des Jahres (2002, mit Chuck)